# 召還
| ウィキペディアには「召還」という見出しの百科事典記事はありません（タイトルに「召還」を含むページの一覧/「召還」で始まるページの一覧）。 代わりにウィクショナリーのページ「召還」が役に立つかもしれません。 |